# Mispila sibuyana
Mispila sibuyana là một loài bọ cánh cứng trong họ Cerambycidae.